# 科爾茨內克鎮區 (新澤西州)
科爾茨內克鎮區（英語：Colts Neck Township）是位於美國新澤西州蒙茅斯縣的一個鎮區。

## 地方資料
科爾茨內克鎮區的面積為82.34平方千米，當中陸地面積為79.55平方千米，而水域面積為2.79平方千米。根據2020年美國人口普查的數據，當地共有人口9957人，而人口密度為每平方千米120.93人。